# عزام الدخيل
عزام بن محمد الدخيِّل  (مواليد عام 1959م مكة المكرمة)، وزير التعليم السابق في المملكة العربية السعودية، عين في 9 ربيع الآخر 1436هـ الموافق 29 يناير 2015م. يعُد الدخيل أول وزير لوزارة التعليم بعد صدور أمر ملكي بدمج كل من وزارة التربية والتعليم ووزارة التعليم العالي في وزارة واحدة باسم وزارة التعليم  ثم صدر في 11 ديسمبر 2015 أمر ملكي يقضي بإعفائه من منصبه بناءً على طلبه وشغل منصب الرئيس التنفيذي والعضو المنتدب للمجموعة السعودية للأبحاث والتسويق  حتى استقال منها في 29 يناير 2017م.

## المؤهلات العلمية
يحمل درجة الدكتوراه في الهندسة المدنية لإدارة المشاريع من جامعة دندي عام 2002م، ودرجة الماجستير في العمارة، من جامعة ولاية كاليفورنيا الأمريكية عام 1985م، وحصل على البكالوريوس في الهندسة من جامعة الملك سعود عام 1981م.

## الخبرات العملية
عمل رئيساً تنفيذياً لمؤسسة محمد بن سلمان بن عبدالعزيز الخيرية ـ "مسك الخيرية"، وعضو مجلس إدارة في العديد من الشركات الخاصة والمؤسسات الأكاديمية، والهيئة السعودية للمياه، كما عمل أستاذاً في كلية الصحافة بجامعة مدينة لندن.
وشغل الدخيل سابقاً عدة مناصب هامة في عدة شركات رائدة، منها منصب العضو المنتدب والرئيس التنفيذي للمجموعة السعودية للأبحاث والتسويق.

## عضوية مجالس الإدارات
يتولى عزام حالياً عضويات عدة مجالس وجمعيات من ضمنها:
- عضو مجلس إدارة مؤسسة الأمير محمد بن سلمان بن عبد العزيز الخيرية (مسك الخيرية).
- عضو مجلس إدارة المجموعة السعودية للأبحاث والتسويق.
- عضو مجلس الإدارة الشركة السعودية للطباعة والتغليف.
- عضو مجلس إدارة شركة عسير.
- عضو مجلس إدارة الشركة السعودية لخدمات السيارات والمعدات - ساسكو
- عضو في الشركة العقارية السعودية.
- عضو من القطاع الأهلي في مجلس إدارة الهيئة السعودية للمياه.
- مؤسس ورئيس جمعية ناشري الشرق الأوسط.

## الحياة العملية
- بدأ حياته العملية في القطاع الحكومي حيث تولى منصب مدير مشروع بالصندوق السعودي للتنمية وذلك خلال الفترة من 1981-1989 م، وأشرف على دراسات الجدوى ومتابعة تنفيذ مشاريع تنموية في عدد من الدول العربية، الآسيوية والأفريقية.
- مع بداية التسعينات انتقل للعمل في القطاع الخاص، حيث تولى إدارة عدد من الشركات في عدد من المؤسسات والشركات الإقليمية الكبرى، من بين هذه الشركات مؤسسة الصقري شركة نافا، ثم شركة سكاب، وأخيراً المجموعة السعودية للأبحاث والتسويق.
- في الفترة من 1991إلى 1999 تولى منصب نائب الرئيس في شركة نافا، والتي تضم عشر شركات في مجالات متنوعة وغير متجانسة كالطب والزراعة والتجارة والصناعة والسفر والشحن والتشغيل والصيانة والأمن.
- خلال الفترة من 1999 إلى 2003 تولى منصب نائب الرئيس في مجموعة سكاب، وتضم مجموعة من الشركات في مجالات أنظمة حماية البيئة، إعادة التدوير، وتعبئة المياه المعدنية، المقاولات، العقارات، والسفر والسياحة، المنتجات الغذائية.
- في عام 2003 تولى منصب مدير عام الشركة السعودية للتوزيع، وهي إحدى شركات المجموعة السعودية للأبحاث والنشر.
- في عام 2008 عين رئيساً تنفيذياً للمجموعة السعودية للأبحاث والتسويق.
- في عام 2013 عين عضواً منتدباً للمجموعة السعودية للأبحاث والتسويق.
- في 3 يوليو 2014 أصدر رئيس مجلس إدارة مؤسسة الأمير محمد بن سلمان بن عبد العزيز الخيرية (مسك الخيرية) قرارا بتعيين عزام بن محمد الدخيل رئيسا تنفيذيا للمؤسسة.
- في 29 يناير 2015 أصدر الملك سلمان أمرا ملكيا بتعيينه وزيرا للتعليم بعد قرار دمج وزارتي التربية والتعليم والتعليم العالي
- في 11 ديسمبر 2015 أصدر الملك سلمان أمرا ملكيا بإعفائه من منصبه كوزير للتعليم بناءً على طلبه[4]، وتعيينه مستشارا في الديوان الملكي.

## أعماله في وزارة التعليم
في عام 2015م دشنت وزارة التعليم الحملة الوطنية التوعوية لوقاية الطلاب والطالبات من المشكلات السلوكية والانحرافات الفكرية، وذلك بهدف مساعدتهم في اكتساب المهارات الحياتية التي تجعل منهم قادرين على قيادة ذواتهم بإيجابية، وقد أتت الحملة بعد صدور قرار عزام الدخيّل عندما كان وزيرًا للتعليم وقتها، باعتماد «فطن» اسماً للبرنامج الوقائي الوطني للطلاب والطالبات، والذي أطلقته الوزارة بالتعاون مع المديرية العامة لمكافحة المخدرات، وتضمن القرار آنذاك اعتماد تنفيذ البرنامج على مستوى المناطق والمحافظات، واعتماد تنفيذ الدليل الإجرائي وخطة التدريب ومتطلباتها، ومن ضمن الأعمال إلغاء نظام التجاوز في جميع المواد، واشترطت نجاح الطالب في جميع المواد لكي ينتقل إلى المرحلة التالية، وإيقاف الموافقة على برامج الدبلومات ما بعد البكالوريوس في الفترة المسائية، وافتتاح فصول تحفيظ القرآن الكريم في مدارس التعليم العام، والاهتمام بقضية (النقل الخارجي) وإشراك الهيئة التعليمية في اختيار طريقة النقل الخارجي الجديدة للعام الدراسي القادم.